# Liste des arrêts de la Cour suprême des États-Unis, volume 549
Ceci est une liste des arrêts de la Cour suprême des États-Unis du volume 549 de l’United States Reports (2006) :

## Liste
- Ayers v. Belmontes 549 U.S.  7 (2006)
- BP America Production Co. v. Burton 549 U.S.  84 (2006)
- Burton v. Stewart 549 U.S.  147 (2007)
- Carey v. Musladin 549 U.S.  70 (2006)
- Cunningham v. California 549 U.S.  270 (2007)
- Environmental Defense v. Duke Energy Corp. 549 U.S.  561 (2007)
- Gonzales v. Duenas-Alvarez 549 U.S.  183 (2007)
- Jones v. Bock 549 U.S.  199 (2007)
- Lance v. Coffman 549 U.S.  437 (2007)
- Lawrence v. Florida 549 U.S.  327 (2007)
- Limtiaco v. Camacho 549 U.S.  483 (2007)
- Lopez v. Gonzales 549 U.S.  47 (2006)
- Marrama v. Citizens Bank of Mass. 549 U.S.  365 (2007)
- Massachusetts v. EPA 549 U.S.  497 (2007)
- MedImmune, Inc. v. Genentech, Inc. 549 U.S.  118 (2007)
- Norfolk Southern R. Co. v. Sorrell 549 U.S.  158 (2007)
- Osborn v. Haley 549 U.S.  225 (2007)
- Philip Morris USA v. Williams 549 U.S.  346 (2007)
- Rockwell Int'l Corp. v. United States 549 U.S.  457 (2007)
- Sinochem Int'l Co. v. Malaysia Int'l Shipping Corp. 549 U.S.  422 (2007)
- Toledo-Flores v. United States 549 U.S.  69 (2006)
- Travelers Casualty & Surety Co. of America v. Pacific Gas & Elec. Co. 549 U.S.  443 (2007)
- United States v. Resendiz-Ponce 549 U.S.  102 (2007)
- Wallace v. Kato 549 U.S.  384 (2007)
- Weyerhaeuser Co. v. Ross-Simmons Hardwood Lumber Co. 549 U.S.  312 (2007)
- Whorton v. Bockting 549 U.S.  406 (2007)

## Source
- (en) Cet article est partiellement ou en totalité issu de l’article de Wikipédia en anglais intitulé « List of United States Supreme Court cases, volume 549 » (voir la liste des auteurs).